# Marco Oclatinio Avvento
Marco Oclatinio Avvento (latino: Marcus Oclatinius Adventus; 160 – 218) fu un militare, politico, senatore, prefetto del pretorio, praefectus urbi, console suffeto e console ordinario dell'Impero romano; nel 217 rifiutò la porpora dopo l'assassinio di Caracalla.

## Biografia
Di umile condizione, fece la carriera militare partendo da gradi subordinati: membro degli speculatores ("esploratori" o meglio "addetti allo spionaggio"), centurione dei frumentarii ("corrieri" o, meglio, "polizia segreta" addetta alla sicurezza interna), fino a divenire, sotto l'imperatore Settimio Severo, princeps peregrinorum ("responsabile degli stranieri" ovvero, il Capo dei Servizi Segreti dell'Impero). Fu poi procuratore della Britannia sotto il governatore Lucio Alfeno Senecio.
Nel 216 venne nominato prefetto del pretorio dall'imperatore Caracalla, assieme a Marco Opellio Macrino. Nel 216/217 ricevette gli ornamenta consularia e, nell'aprile 217, l'adlectio inter consulares. Come prefetto del pretorio, seguì Caracalla in Mesopotamia, dove l'imperatore venne assassinato: i soldati gli offrirono la porpora, acclamandolo imperatore, ma Avvento rifiutò l'incombenza, motivandola con la propria età avanzata e con un problema che lo affliggeva all'occhio. Al suo posto divenne imperatore Macrino, il quale ringraziò il collega nominandolo praefectus urbi e console suffetto per quello stesso anno e console ordinario per il 218.

## Giudizio
Lo storico Cassio Dione Cocceiano, suo contemporaneo e senatore, dà un giudizio estremamente negativo di Avvento nella sua Storia romana. Cassio Dione accusa Avvento di aver accettato la condizione senatoriale e la prefettura urbana da parte di Macrino malgrado, come enfatizza sarcasticamente lo storico, non fosse in grado di leggere a causa della propria età e del problema all'occhio. Cassio Dione fa notare che Avvento non fu capace della gestione consolare, a causa della sua mancanza di esperienza: come console non fu neanche in grado di sostenere delle ordinarie conversazioni, tanto che il giorno delle elezioni si finse malato.
Va notato, in realtà, che il senatore Cassio Dione aveva una seconda ragione per la sua acrimonia e scarsa considerazione di Avvento: la nomina di questo anziano alto ufficiale alla prefettura urbana prima della fine del suo mandato come console e persino prima di essere stato elevato al rango senatoriale fu una delle più gravi offese che Macrino fece alla classe senatoriale. Lo stesso Cassio Dione, però, fa notare come tale atto potrebbe essere stato originato dall'urgenza di Macrino di distogliere l'attenzione dalla propria assunzione del trono, avvenuta quando era ancora un cavaliere.